# Луцилий Лонг
Луцилий Лонг (на латински: Lucilius Longus; † 23 г.) е политик и сенатор на ранната Римска империя през 1 век.

## Биография
Луцилий Лонг е homo novus и добър приятел на Тиберий. На 1 юли 7 г. той става суфектконсул на мястото на Авъл Лициний Нерва Силиан заедно с консула Квинт Цецилий Метел Критски Силан.
Луцилий придружава като единствен сенатор Тиберий по време на доброволното му изгнание на Родос.
След смъртта му сенатът поставя една статуя на Луцилий на Форума на Август.